# Cacá Leão
Carlos Felipe Vazquez de Souza Leão, mais conhecido por Cacá Leão (Salvador, 3 de novembro de 1979), é um empresário e político brasileiro, foi Deputado Federal pelo Estado da Bahia entre 2015 e 2023, filiado ao Progressistas (PP). Foi vice-líder de seu partido na Câmara dos Deputados.
Cacá Leão é filho do ex-vice-governador e ex-secretário de Planejamento da Bahia, João Leão.

## Carreira

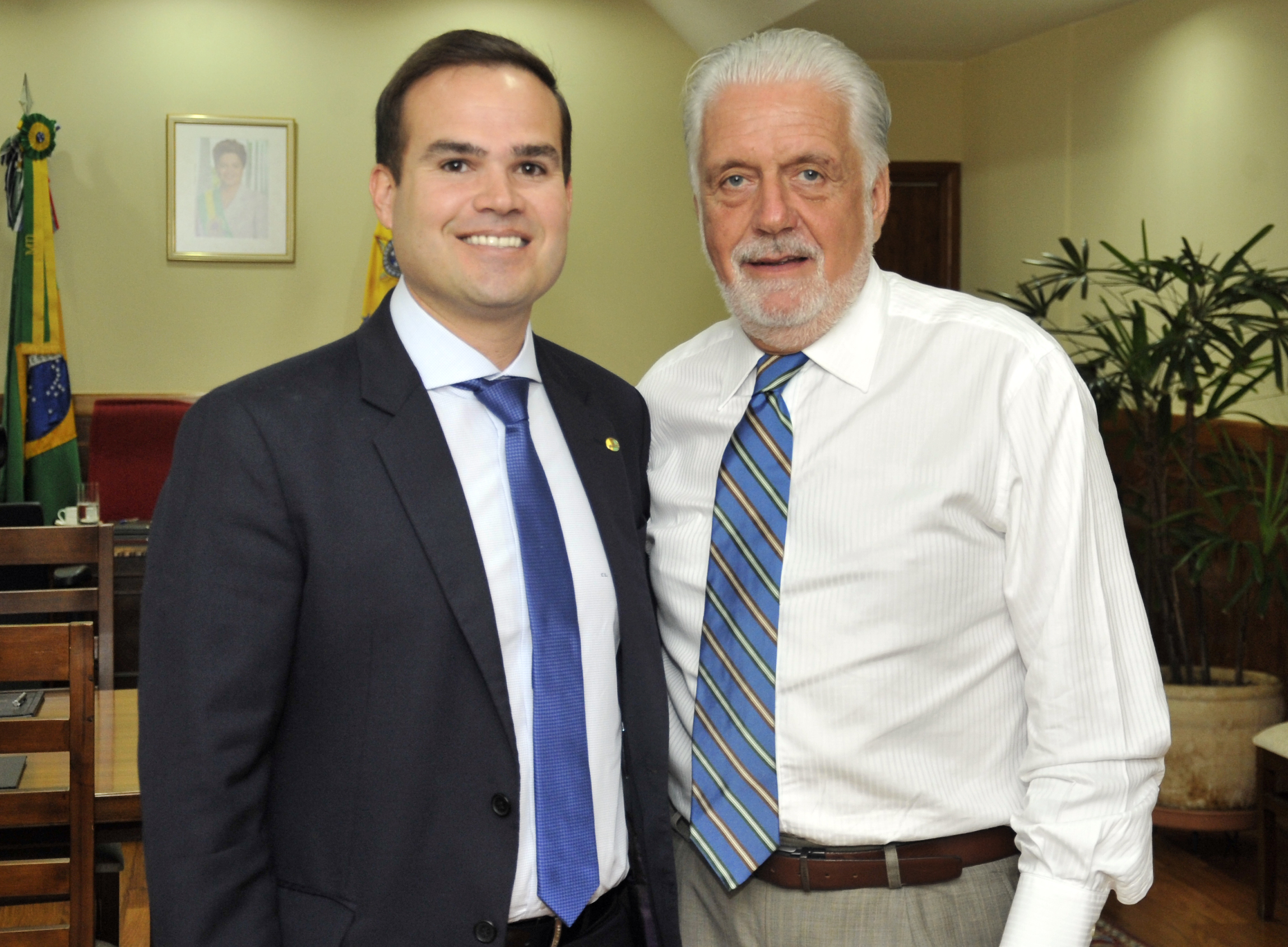
Deputado Cacá Leão em audiência com o então ministro da Defesa Jaques Wagner, em 2015

Formou-se em Administração e Planejamento Municipal pela Faculdade Metropolitana Polifucs, em Lauro de Freitas, em 2002, com pós-graduação em Gestão Pública, concluído em 2004. Entre 2001 e 2003 atuou como assessor especial da prefeitura de Lauro de Freitas, cidade que é o principal reduto eleitoral de seu pai, que foi prefeito entre o final dos anos 1980 e inicio da década de 1990. Foi candidato a prefeito de Lauro de Freitas em 2004, tendo sido derrotado pela petista Moema Gramacho. De 2009 a 2010 foi Diretor de Habitação da prefeitura de Salvador, na gestão do peemedebista João Henrique. Seu primeiro cargo eletivo veio em 2010, quando tornou-se Deputado Estadual. Em 2014 foi eleito deputado federal, obtendo 125.605 votos. Foi reeleito novamente em Em 2018 com  106.502 votos. Em 2022 tentou se eleger senador da república, mas foi derrotado por Otto Alencar, ficando em segundo lugar apenas com 25,26% dos votos válidos.

### Atuação parlamentar

#### Eduardo Cunha
Cacá Leão é considerado um dos aliados do presidente afastado da Câmara Eduardo Cunha e, como membro do Conselho de Ética e Decoro Parlamentar, votou de modo contrário ao prosseguimento do processo contra ele, que pode resultar na cassação do mandato. Cáca disse que votou contra a admissibilidade do relatório porque o regimento teria sido atropelado na Comissão e, por isso, ele não teria tido tempo suficiente para conhecer o conteúdo do documento elaborado anteriormente pelo deputado Fausto Pinato e complementado posteriormente por Marcos Rogério. O pai de Cacá, o vice-governador baiano João Leão, também está na lista dos suspeitos da Operação Lava Jato.

#### Impeachment
Cacá se absteve na votação da admissibilidade do processo de Impeachment da presidente Dilma Rousseff na Câmara, contrariando determinação do PP que indicou que seus integrantes deveriam votar de modo favorável à sequencia do andamento do processo. O desligamento chegou a ser cogitado como uma das punições para os deputados que não seguiram a decisão da direção. No entanto, o partido decidiu não abrir processo de expulsão contra nenhum dos parlamentares da legenda que se posicionaram a favor de Dilma Rousseff ou que se abstiveram. Apesar disso, o nome do deputado baiano chegou a ser cotado para assumir o Ministério da Integração Nacional no governo interino de Michel Temer, como moeda de troca do partido por ele ter aberto mão de disputar a liderança do PP na Câmara, favorecendo, assim, a eleição de Aguinaldo Ribeiro. No entanto, esta ida para o ministério não ocorreu.

#### CPI da Petrobras
Cacá fazia parte da CPI da Petrobras, Comissão da Câmara que investigava o esquema de corrupção da estatal. No entanto ele acabou sendo afastado pelo PP depois que seu seu pai tornou-se um dos 34 congressistas ou ex-congressistas que tiveram o pedido de abertura de inquérito aceito pelo Supremo Tribunal Federal em 6 de Março de 2016. Outros dois deputados do partido, Lázaro Botelho, do Tocantins, e Sandes Júnior, de Goiás, também foram afastados por estarem sendo investigados pela corrupção na Petrobras.

#### Apoio a Michel Temer
Em abril de 2017 votou a favor da Reforma Trabalhista. Em agosto de 2017 votou a favor do presidente Michel Temer, no processo em que se pedia abertura de investigação, e que poderia afastá-lo da presidência da república. O voto do deputado ajudou a arquivar a denúncia do Ministério Público Federal.